# 대한민국 민법 제174조
대한민국 민법 제174조는 최고와 시효중단에 대한 민법조문이다.

## 조문
제174조 (최고와 시효중단) 최고는 6월내에 재판상의 청구, 파산절차참가, 화해를 위한 소환, 임의출석, 압류 또는 가압류, 가처분을 하지 아니하면 시효중단의 효력이 없다.

第174條(催告와 時效中斷) 催告는 6月內에 裁判上의 請求, 破産節次參加, 和解를 爲한 召喚, 任意出席, 押留 또는 假押留, 假處分을 하지 아니하면 時效中斷의 效力이 없다.

## 사례
유씨의 남편 이모씨는 D사와 유씨를 보험수익자와 피보험자로 하는 보험계약을 맺었는데 유씨가 교통사고를 당해 2006년 4월 4일부터 6차례에 걸쳐 보험금 지급을 청구했으나 D사는 2007년 4월 유씨의 장해가 교통사고와 인과관계가 있는지 등을 확인해 보험금을 지급하겠다는 의사표시를 했을 뿐 보험금 지급 여부에 대한 확답을 주지 않았다. 2007년 5월 유씨는 보험금 지급을 청구하는 소송을 제기했고, D사는 상법상 보험금청구권 소멸시효기간인 2년이 지난 뒤에 소송이 제기됐다며 보험금을 지급할 의무가 없다고 주장한 경우, 유씨가 소멸시효 기간이 경과하기 전부터 여러 차례에 걸쳐 D사에 보험금 지급을 요청한 것은 소멸시효 중단사유가 되는 최고에 해당하고, D사가 보험금청구에 필요한 서류 제출을 요청하고 유씨의 주치의들을 찾아가 인과관계 및 장해정도에 관해 확인하는 등의 절차를 거친 것 등은 유씨의 보험금청구권의 존부 및 액수를 확정해 유씨에게 통보할 때까지 이행의 유예를 구한 것으로 봐야 한다며 보험금 지급 여부에 관한 회신이 있을 때까지는 최고의 효력이 계속돼 민법 제174조에 규정된 6월의 기간이 진행되지 않는다.

## 판례
- 압류명령이나 추심명령의 송달은 최고로서 효력이 인정된다[2]
- 소송고지의 요건이 갖추어진 경우에 그 소송고지서의 고지자가 피고지자에 대하여 채무의 이행을 청구하는 의사가 표명되어 있으면 민법 제174조에 정한 시효중단사유로서의 최고의 효력이 인정된다[3]
- 최고도 채무이행을 최고받은 채무자가 그 이행의무의 존부 등에 대하여 조사를 해 볼 필요가 있다는 이유로 채권자에 대하여 그 이행의 유예를 구한 경우에는 채권자는 그 회답을 받을 때까지는 최고의 효력이 계속된다고 보아야 하고 따라서 같은 조 소정의 6월의 기간은 채권자가 채무자로부터 회답을 받은 때로부터 기산된다[4]